# High Level Assembly
Pour les articles homonymes, voir HLA.
High Level Assembly (HLA) est un programme assembleur pour l'architecture IA-32. HLA est écrit en langage assembleur et existe pour les systèmes Windows, Mac OS X, GNU/Linux, et FreeBSD.
Il a été écrit par Randall Hyde dans le but d'enseigner l'assembleur dans les meilleures conditions possibles.